# Чхве Ён Иль
Чхве Ён Иль (кор. 최영일; род. 25 апреля 1966, Намхэ, Кёнсан-Намдо) — южнокорейский футболист, игравший на позиции защитника, и тренер. Большую часть своей клубной карьеры он играл за «Ульсан Хёндэ», а также представлял Южную Корею на чемпионатах мира по футболу 1994 и 1998 годов (на втором также был капитаном национальной команды). Вице-президент Корейской футбольной ассоциации.

## Биография
Чхве родился в 1966 году. Он потерял отца через два года после своего рождения. После этого он переехал в Пусан со своей матерью и тремя старшими сёстрами и, будучи подростком, зарабатывал на жизнь, разнося газеты. Занимался футболом за университетскую команду Университета Донг-А.
В 1989 году принял предложение продолжить выступления на футбольном поле на профессиональном уровне и заключил контракт с командой «Ульсан Хёндэ», в которой провёл семь сезонов. Впоследствии в течение 1996—2000 годов играл за «Пусан Ай Парк», «Ляонин Хувин» и «Сеул», в последнем клубе он и завершил свою игровую карьеру.
Как игрок был известен жёстким и подчас грубым поведением, далёким от честной игры, но при этом эффективным в противостояниях с нападающими своих соперников. Благодаря многолетнему противостоянию с форвардом сборной Японии Кадзуёси Миурой получил прозвище «Тень Миуры».

## Достижения

### Командные
Ульсан Хёндэ
- Чемпион Кореи (1): 1996
- Кубок Корейской лиги (1): 1995

Пусан Ай Парк
- Чемпион Кореи (1): 1997
- Кубок Корейской лиги (3): 1997 , 1997+ , 1998+

### Индивидуальные
- Лучший игрок чемпионата Кореи (2): 1993, 1995[5][6]
- Команда всех звёзд К-лиги 90-х: 2003[7]